# 下古士里站
下古士里站（：／ Hagosa-ri yeok */?）是嶺東線沿線的一座鐵路車站，位於韓國江原道三陟市道溪邑古士里。

## 历史
- 1940年7月31日 - 落成使用[1]。

## 相鄰車站
韓國鐵道公社
嶺東線
古士里－下古士里－馬次里